# Tjelovježba
Tjelovježba svaka je tjelesna aktivnost koja poboljšava ili održava tjelesnu kondiciju te opće fizičko i mentalno zdravlje.
Tjelesne vježbe izvode se iz raznih razloga, za potporu rasta i poboljšanje snage, usporavanje starenja, razvoj mišića i kardiovaskularnog sustava, poboljšanje atletskih vještina, mršavljenje ili za održavanje i poboljšanje zdravlja, ali i za uživanje. Mnogi odabiru vježbanje vani gdje se mogu okupiti u grupama, družiti i poboljšati dobrobit.
Što se tiče zdravstvenih prednosti, preporučena količina tjelovježbe ovisi o cilju, vrsti vježbe i dobi osobe. Čak i malo vježbanja zdravije je, nego ne raditi ništa.

## Utjecaj na zdravlje
Tjelovježba je važna za održavanje tjelesne kondicije i može pridonijeti održavanju zdrave tjelesne težine, regulaciji probavnog sustava, izgradnji i održavanju zdrave gustoće kostiju, snage mišića i pokretljivosti zglobova, poboljšanju fiziološke dobrobiti, smanjenju kirurških rizika i jačanju imuniteta. 
Neka istraživanja pokazuju, da tjelovježba može produljiti životni vijek i ukupnu kvalitetu života. Ljudi koji sudjeluju u umjerenim do visokim razinama tjelesnog vježbanja imaju nižu stopu smrtnosti u usporedbi s pojedincima koji nisu fizički aktivni. Umjerene razine tjelovježbe povezane su sa usporavanjem starenja smanjujući upalni potencijal. Većina dobrobiti tjelovježbe postiže se s oko 3500 minuta metaboličkog ekvivalenta (MET) tjedno, sa smanjenim rezultatima na višim razinama aktivnosti. Na primjer, penjanje uz stepenice 10 minuta, usisavanje 15 minuta, vrtlarenje 20 minuta, trčanje 20 minuta i hodanje ili vožnja biciklom radi prijevoza 25 minuta na dnevnoj bazi dodalo bi oko 3000 MET minuta tjedno. 
Nedostatak tjelesne aktivnosti uzrokuje oko 6% koronarne bolesti srca, 7% dijabetesa tipa 2, 10% raka dojke i 10% raka debelog crijeva diljem svijeta. Sve u svemu, tjelesna neaktivnost uzrokuje 9% preuranjene smrtnosti u svijetu.
Poznato je da tjelovježba smanjuje simptome depresivnih i anksioznih poremećaja.

## Vrste tjelovježbe
Aerobna vježba je svaka tjelesna aktivnost koja koristi velike mišićne skupine i uzrokuje, da tijelo koristi više kisika nego što bi koristilo dok se odmara. Cilj je aerobnih vježbi povećati kardiovaskularnu izdržljivost. Primjeri aerobnih vježbi uključuju: trčanje, vožnju bicikla, plivanje, brzo hodanje, preskakanje užeta, veslanje, planinarenje, ples, tenis, kontinuirani trening i trčanje na duge staze.
Anaerobna vježba, koja uključuje trening snage i otpora, može tonirati, ojačati i povećati mišićnu masu, kao i poboljšati gustoću kostiju, ravnotežu i koordinaciju. Primjeri vježbi snage su: sklekovi, stoj na rukama, iskoraci, čučnjevi i potisak s klupe. Anaerobne vježbe također uključuju: trening s utezima, funkcionalni trening, ekscentrični trening, intervalni trening, sprint, a intervalni trening visokog intenziteta povećava kratkotrajnu snagu mišića.
Vježbe fleksibilnosti istežu i izdužuju mišiće. Aktivnosti poput istezanja pomažu poboljšati fleksibilnost zglobova i održavaju mišiće gipkima. Cilj je poboljšati opseg pokreta, što može smanjiti mogućnost ozljede.